# Tel-Abib

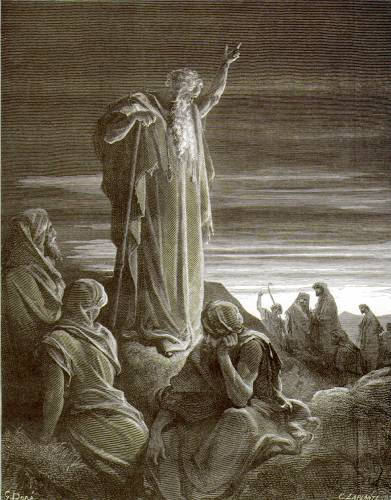
El profeta Ezequiel entre los desterrados en Tel Abib, grabado de Gustave Doré.

Tel Abib (en hebreo: תל אביב, Tel Aviv, "la colina de la Primavera", en referencia al mes hebreo de Abib, y éste probablemente del acadio Tel Abûbi, "el montículo de la inundación"), también transcripto Tel Aviv, es un tell no identificado sobre el canal Kebar, cerca de Nippur, en la antigua Mesopotamia, actualmente Irak. En la versión griega de la Biblia, se traduce el nombre como una expresión: μετέωρος / meteōros,"a través del aire", y en la versión latina de san Jerónimo, llamada Vulgata, como Acervum Novarum Frugum, esto es: "el montículo de los nuevos frutos".
Es mencionado por el profeta Ezequiel en el libro bíblico que lleva su nombre, capítulo 3, versículo 15:

Así llegué a Tel Aviv, junto a los deportados, que habitaban a orillas del río Quebar; y allí permanecí siete días como aturdido en medio de ellos.
Ezequiel 3:15 (traducción: Libro del Pueblo de Dios)

Del contexto se desprende que era el lugar de asentamiento de una importante colonia de deportados judaítas.

## Ubicación
Una mención contemporánea del asentamiento se encuentra en una tablilla cuneiforme del año 511 a. C. (reinado de Darío II), que se encontró en las excavaciones de la ciudad de Ur en el sur de Babilonia y hoy se guarda en el Museo Nacional de Irak. Se trata de un texto comercial, firmado por un escriba llamado Ard-Sin en el asentamiento Tel Abûbi, en este documento no se mencionan personas de origen judío.
No hay otra información sobre el asentamiento, sus habitantes o su historia. 
El sentido del término acadio, "Tell de la inundación" y su conexión con el Quebar han hecho pensar en un asentamiento destruido por las aguas. En efecto, la expresión tel abûbi se utiliza en otros textos; un pasaje de las Leyes de Hammurabi invoca al dios Hadad para que castigue a la ciudad de quienes infringen las normas, convirtiéndola en un tel abûbi. La misma expresión se usa en textos asirios del período imperial. En este contexto, algunos investigadores han planteado la posibilidad de que el libro de Ezequiel se refiera a una zona afectada por el desastre y no a un asentamiento en concreto; esto se adecuaría a la práctica babilónica de albergar a los exiliados en áreas devastadas para recuperarlas.
El canal (o río) Kebar o Quebar es el escenario de varias escenas importantes del Libro de Ezequiel, se lo menciona ocho veces en total, incluidos los versículos iniciales. Aunque algunos comentarios bíblicos antiguos identificaban al Kebar con el río Khabur, en lo que ahora es Siria, esta identificación es errónea. El canal ka-ba-ru,tal como se lo llama en acadio, aparece en las tablillas cuneiformes conocidas como archivos Murashu del siglo V a. C.  procedentes de Nippur. Esta via de agua formaba parte de una compleja red de canales de riego y transporte.

## Legado
El escritor Nahum Sokolow adoptó el topónimo bíblico como título para su traducción hebrea de la novela de Theodor Herzl de 1902, llamada en alemán: Altneuland ("Vieja Nueva Tierra"), basándose en el uso de los arqueólogos del término árabe tell como sinécdoque de "viejo" y abib, en hebreo "primavera" en lugar de "nuevo". 
El líder sionista Menajem Shinkin propuso el nombre hebreo del libro para la nueva aldea judía construida cerca de Jaffa, que se convirtió en la moderna ciudad israelí de Tel Aviv. 

## Transcripción
La letra hebrea ב (bet) sin daguesh representa un sonido semejante a [v], pero la mayoría de las traducciones, incluidas la Reina Valera al español, la de Louis Segond al francés, y la difundida Biblia del rey Jacobo, la transcriben con la letra latina b, de ahí la forma Tel Abib.